# Essuie-glace

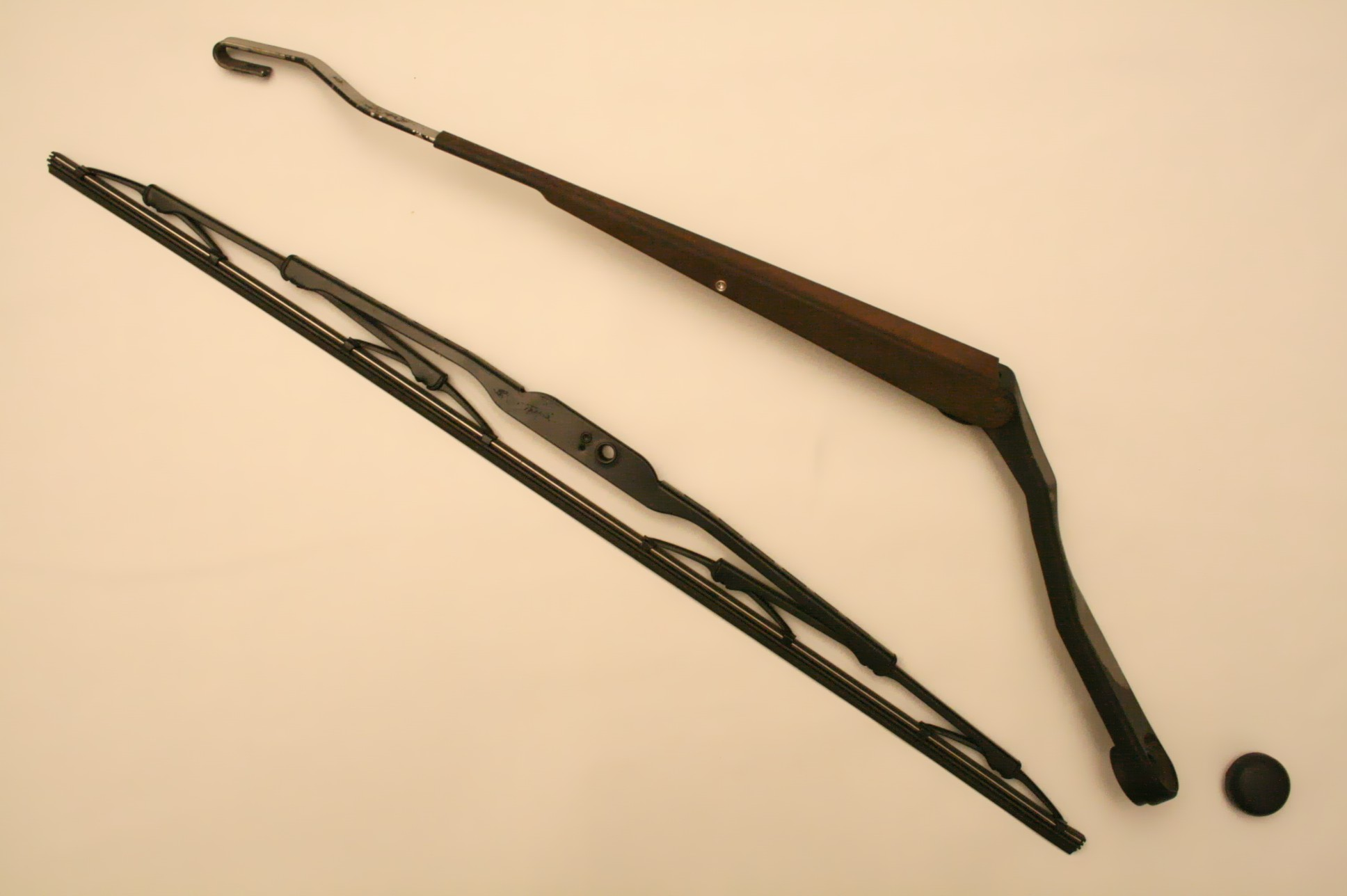
Bras et lame d'essuie-glace classique.

Un essuie-glace est un dispositif mécanique essuyant la pluie et les projections sur un pare-brise. Presque tous les véhicules à moteur, parmi lesquels les automobiles, les trains, les bus et cars, certains avions et bateaux, sont équipés d'essuie-glace, cet équipement étant généralement, au regard de la loi, une obligation.
Ils sont le plus souvent actionnés par un levier de commande sur la colonne de direction et parfois pilotés par un capteur de pluie.
Un essuie-glace a une durée de vie de 500 000 cycles selon les constructeurs, ce qui correspond à un an d'utilisation (cette durée d'usure prend en compte non seulement ce cycle mais aussi les écarts de température annuels qui fragilisent les balais).
Les essuie-glace à mouvement parallèle, ou à pantographe sont les plus courants. Afin d'améliorer l'aérodynamisme du véhicule, les essuie-glace sont fixés au véhicule au-dessous de la bordure du capot et sont ainsi à peine visibles à l'arrêt. Les essuie-glace à essuyage opposé sont proposés par certains fabricants, comme sur le modèle VW Sharan.
L'essuie-glace individuel convient aux véhicules plus petits qui ont une surface de pare-brise réduite. Les essuie-glace en parallèle s'utilisent pour les autobus. Les essuie-glace triples sont adaptés aux grandes surfaces de pare-brise des poids lourds par exemple. Certains modèles automobiles ou de véhicules possèdent des petits essuie-glace sur leurs phares.

## Histoire
On attribue à l'inventrice Mary Anderson la conception du premier essuie-glace opérationnel en 1903 (année du dépôt du brevet) : actionné manuellement par un levier, il comprend alors un bras oscillant sur lequel est fixée une lame en caoutchouc qui est retirée à la belle saison. L'inventeur William M. Folberth le rend motorisé en 1921 par des moteurs électriques qui assurent le va-et-vient des balais d'essuie-glace. Robert Kearns le dote d'un système de balayage intermittent en 1963.

## Lame (ou balai)
Il existe 3 types de lame :
- traditionnel ou classique à armature articulé, a l'avantage d'être économique. D'abord raclettes en caoutchouc serties sur des porte-raclettes en métal puis raclettes remplacées par des lames profilées de caoutchouc divisées en plusieurs segments et stabilisés avec des supports en métal.
- « Flat blade » ou flexible, plus efficace et aérodynamique, mais plus cher. Plus longs, fins et souples grâce aux raclettes qui sont directement intégrées dans le balai avec une baleine, ils épousent mieux le pare-brise.
- hybride des deux précédents, avec une armature économique mais plus aérodynamique.

Les constructeurs ont historiquement vendu tout-en-un la partie en caoutchouc et son support. Des pratiques plus vertueuses sont de plus en plus répandues pour ne remplacer que la partie usée.

## Géométrie

Essuie-glace en fonctionnement simultané et parallèle, conception standard.
Essuie-glace à disposition centrée-symétrique ou antagoniste (essuyage opposé).
Essuie glace antagoniste inversé (placé au repos dans l'habillage de chaque pilier du pare-brise).
Essuie-glace monobalai ou monobras.
Essuie-glace monobras en parallélogramme, aussi appelé à pantographe.
Essuie-glace à trois balais.
Essuie-glace indépendant (en dessous).
Essuie-glace indépendant (au dessus).
Essuie-glace en fonctionnement simultané et parallèle.